# Jordana Schmidt

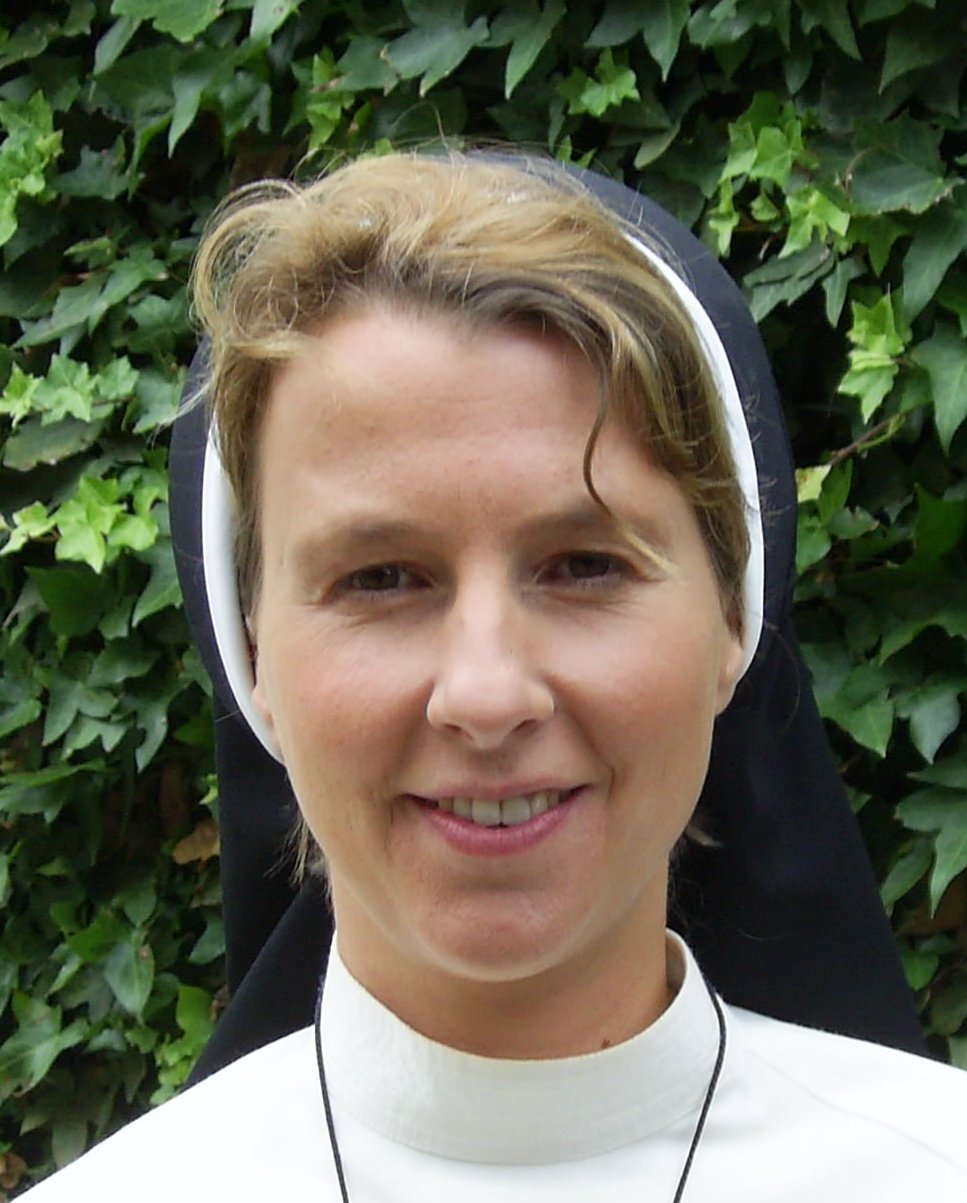
Schwester Jordana 2007

Schwester Jordana Schmidt (* 6. März 1969 in Grevenbroich) ist Mitglied der Ordensgemeinschaft der Dominikanerinnen von Bethanien, Kinderdorfmutter im Bethanien Kinderdorf Schwalmtal-Waldniel bei Mönchengladbach und war eine der Sprecherinnen des Wort zum Sonntag. Schwester Jordana ist gelernte Kinderkrankenschwester, Diplom-Heilpädagogin und System- und Familientherapeutin.
1990 trat sie in ein Zisterzienserinnenkloster in Dänemark ein, wo sie den Ordensnamen Franziska erhielt. Nach schlimmen Erfahrungen mit klösterlichem Machtmissbrauch und Mobbing in dem später wegen der Missbräuche aufgehobenen Kloster Sostrup, die sie in ihrem autobiografischen Buch Ente zu verschenken (2015) verschlüsselt schildert, verließ sie den Zisterzienserorden 1994 zwei Wochen vor ihrer Ewigen Profess und wechselte zu den Dominikanerinnen von Bethanien. Dort nahm sie den Namen Jordana an, der an den Dominikaner Jordan von Sachsen erinnert. Ab 1997 absolvierte sie ein Studium der Diplomheilpädagogik an der Katholischen Fachhochschule Köln und ließ sich zur System- und Familientherapeutin (DGSF) ausbilden. Von 2002 bis 2012 arbeitete Schwester Jordana als Erziehungsleiterin im größten der drei Bethanien Kinderdörfer in Schwalmtal-Waldniel, in dem ca. 90 Kinder und Jugendliche in allen Altersgruppen betreut werden. Von 2006 bis 2010 war sie eine der Sprecherinnen von Das Wort zum Sonntag in der ARD. Im Kinderdorf wird sie deswegen auch „Fernsehnonne“ genannt. Im Herbst 2011 reiste sie mit dem Fernseh-Moderator Rainer Maria Jilg durch die Türkei, den Libanon, das Westjordanland und Israel. Die daraus entstandene dreiteilige Fernsehdokumentation wurde im März 2012 im ZDF-Digitalkanal ZDF.kultur und auf 3sat ausgestrahlt, ein Jahr später erschien auch das Buch Auf einen Tee in der Wüste: 11 000 Kilometer bis Jerusalem. Seit 2012 ist sie nicht mehr Erziehungsleiterin, sondern lebt als Kinderdorfmutter in einem der Häuser.